# V526 Андромеды
V526 Андромеды (лат. V526 Andromedae) — двойная затменная переменная звезда типа Беты Лиры (EB) в созвездии Андромеды на расстоянии приблизительно 4708 световых лет (около 1444 парсеков) от Солнца. Видимая звёздная величина звезды — от +14,66m до +14,03m. Орбитальный период — около 0,4855 суток (11,653 часов).

## Характеристики
Первый компонент — жёлто-белая звезда спектрального класса F. Радиус — около 1,16 солнечного, светимость — около 2,98 солнечных. Эффективная температура — около 7054 K.
Второй компонент — жёлто-белая звезда спектрального класса F.